# 3390 Demanet
3390 Demanet este un asteroid din centura principală, descoperit pe 2 martie 1984, de Henri Debehogne.